# Paradelphomyia aequatorialis
Paradelphomyia aequatorialis är en tvåvingeart som först beskrevs av Alexander 1944.  Paradelphomyia aequatorialis ingår i släktet Paradelphomyia och familjen småharkrankar.
Artens utbredningsområde är Ecuador. Inga underarter finns listade i Catalogue of Life.